# Haplophthalmus transiens
Haplophthalmus transiens is een pissebed uit de familie Trichoniscidae. De wetenschappelijke naam van de soort is voor het eerst geldig gepubliceerd in 1950 door Legrand & Vandel.